# Teoría del descubrimiento de Australia por los portugueses

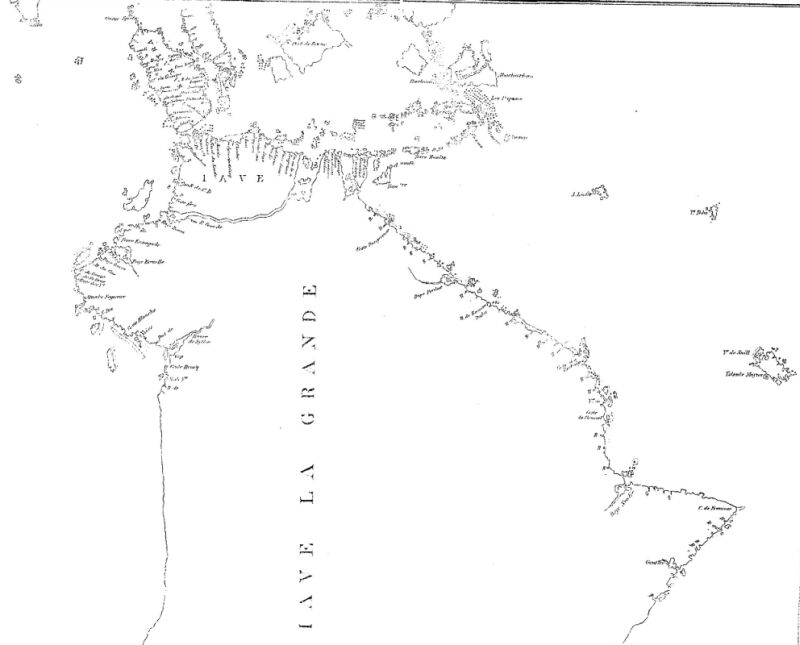
Representación de Java la Grande (la parte superior derecha ⇒ mapa de más bajo del mundo)

La teoría del descubrimiento de Australia por los portugueses se basa en unos mapas del siglo XVI, de la escuela de Dieppe, donde aparece una gran isla llamada Java la Grande y nombres en portugués y gallego, que según diversos historiadores representa lo que hoy conocemos como Australia. Según esta teoría, fue la expedición de Cristóvão de Mendonça la que arribó a Australia en el año 1522.
En el siglo XVII la isla fue objeto de posteriores exploraciones europeas. Algunas expediciones a la famosa Terra Australis son las del holandés Willem Jansz en 1606, la del español Luis Váez de Torres también en 1606 y los holandeses Dirk Hartog en 1637, Jan Carstensz en 1612 y Abel Tasman en 1690. Este último dio su nombre a la isla de Tamapoeta.

## Fuentes de la Teoría del Descubrimiento Portugués de Australia

Mapa de Dieppe: la Tierra Australis (1542) Museo Británico

## Primer mapa de Australia: "Argot franco-portugués"

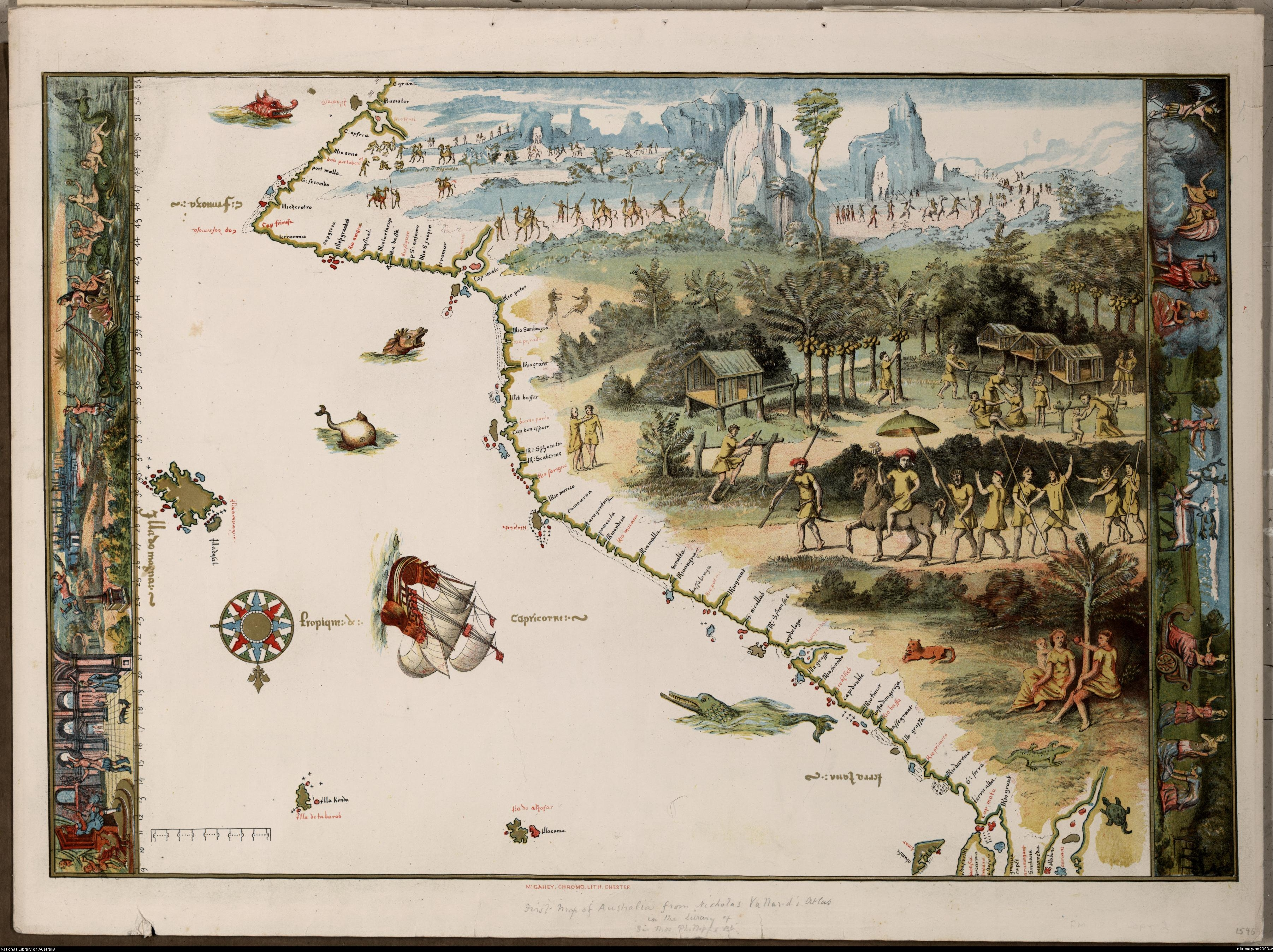
Representación de la costa oriental de Australia (cabeza abajo, Jave la Grande)